# Чонсун-ванху (Ёнджо)
Чонсу́н-ванху́ (정순왕후 김씨; 2 декабря 1745 — 11 февраля 1805) — чосонская королева-консорт. Вторая супруга Ёнджо, 21-го вана Чосона. Происходила из клана Кёнджу Ким. Личное имя госпожи Ким неизвестно, Чонсун — её посмертное имя. Она была королевой-консортом Чосона с 1759 года до смерти своего мужа в 1776 году, после чего она была удостоена звания Вдовствующей королевы Есун (예순왕대비) во время правления её сводного внука Чонджо, и как Великая Вдовствующая королева Есун (예순대왕대비) во время правления её сводного правнука Сунджо.

## Жизнеописание
2 февраля 1745 года госпожа Ким родилась у Ким Хангу и госпожи Вон из клана Вонджу Вон. Она родилась в богатом районе Сосан, провинция Южный Чхунчхон, во времена правления короля Ёнджо, её будущего мужа. Ее родным городом был Ёджу, провинция Кёнгидо. По роду отца она считалась потомком клана Кёнджу Ким. У неё был один старший брат и один младший брат.

### Замужество и жизнь во дворце
После смерти королевы Чонсон в 1757 году ван Ёнджо провёл отбор невест, чтобы выбрать свою вторую королеву. Его отец запретил бывшим наложницам становиться королевами, поэтому Ёнджо не мог возвысить одну из своих наложниц до королевы, как это сделали многие бывшие короли.
9 июня 1759 года юная госпожа Ким была выбрана королевой. Во время выбора невесты Ёнджо якобы спросил кандидаток, что самое глубокое в мире. Одни ссылались на горы, море или родительскую любовь, но она ссылалась на человеческое сердце, привлекая его внимание своей мудростью. Когда её спросили о самом красивом цветке, она ответила: «Хлопковый цветок — самый красивый цветок, хотя он и не источает моды[уточнить] и аромата, но это самый красивый цветок, который согревает людей, переплетая нити».
22 июня 1759 года госпожа Ким официально вышла замуж за короля Ёнджо во дворце Чангён. Этот брак считался самым старым браком[уточнить] в истории династии Чосон, поскольку Ёнджо было 64 года, а королеве на момент свадьбы было 13 лет. Она также была на 10 лет моложе сына и наследника своего мужа, Наследного принца Садо, и его невестки госпожи Хегён.
Отцу королевы Чонсон был присвоен придворный титул «Внутренний принц Охын» (хангыль: 오흥부원군, ханча: 鰲興府院君), а ее матери был присвоен придворный титул «Внутренняя принцесса-консорт Вонпун из клана Вонджу Вон» (хангыль : 원풍부부인 원주 원씨, ханча: 原豊府夫人 原州 元氏). Известно, что королева была немного напористой по отношению к своему мужу. Когда пришло время мерить одежду, дворцовая служанка вежливо попросила короля повернуться к нему спиной. Тем не менее, она также спросила своего мужа решительным тоном, сказав: «Ты можешь повернуться?».
Она и её муж разделяли глубокую любовь друг к другу, но, несмотря на это, они не произвели на свет ни принцев, ни принцесс. Не было никаких записей о том, что молодая королева рожала детей или у неё был выкидыш.
Наследный принц Садо умер в 1762 году, и его сестра Ли Ёнван, принцесса Хваван, стала покровительницей сына Садо, Ли Сана. Ёнджо умер 22 апреля 1776 года, и Ли Сан взошёл на престол как 22-й монарх династии Чосон (храмовое имя: Чонджо). Как вдова короля, она была удостоена звания Вдовствующей королевы Есун. Хон Бонхан, дед Чонджо по материнской линии, и Чон Хугём, приёмный сын принцессы Хваван, опротестовали это решение. Старший брат Есун, Ким Гвиджу, посоветовал сестре дождаться подходящего момента, но Чонджо подействовал первым. Он уволил Хон Бонхана и Чон Хугёма с должности. Однако позже Чонджо сослал Ким Гвиджу на остров Хыксан на основании неуважения к матери короля, госпоже Хегён, но настоящая причина заключалась в причастности Ким Гвиджу к увольнению Хон Бонхана во время правления Ёнджо. Это действие вызвало негласное напряжение и крайнюю конфронтацию между королевой Есун и ваном Чонджо.

### Регентство
В 1800 году Чонджо умер от абсцесса на спине в возрасте 49 лет. Он умер через 15 дней после первого лечения. Его последними словами были «Зал Суджончжон», который был резиденцией Есун, что до сих пор порождает слухи о том, что Чонджо был отравлен вдовствующей королевой. Ему наследовал его 10-летний сын Ли Гон (храмовое имя: король Сунджо), а Есун поднялась до статуса Великой вдовствующей королевы. Как член королевской семьи самого старшего поколения, Есун была регентом молодого короля и обладала властью, пока добровольно не отказалась от нее в 1803 году. Она отошла от политики покойного короля, усилив католическое преследование 1801 года и в пользу фракции Норон Бёкпа.
Есун провела чистку в большом количестве конфликтующих сект Сорон, казнила сводного брата и дядю по материнской линии Чонджо, принца Ынона и Хон Нак-има, упразднила королевскую гвардию Чан Ён Ён, основанную Чонджо, и нанесла массовое поражение католической церкви, которую Чонджо терпел. Она была репрессирована и изгнана другими людьми и фракцией Сорон.
Она также наняла большое количество официальных лиц Норон Букпа, таких как Ким Кванчжу и Ким Ёнчжу, которые помогали ей бороться с Чонджо. В 1802 году, в соответствии с законом Чонджо, она назначила дочь Ким Джосона, главного министра и регента при Суджо, будущей королевой Сунвон и женой Сунджо. Ким Джосон получил титул «Внутренний принц Ёнган» (永安 府 院 君), как отец королевы, а она официально отказалась от правления.
9 февраля 1804 года, после сбора урожая и очищения, когда была объявлена семья Сунджо, большинство бюрократов подверглись чистке Ким Джо Сона и власти короля Чонджо. Ее влияние ослабло, и последний год ее правления был безрезультатным, а год спустя, 11 февраля 1805 года, она умерла в Кёнбокчоне во дворце Чхандоккун. Она была посмертно удостоена звания королевы Чонсон.

### Смерть
Королева Чонсун похоронена со своим мужем Ёнджо, и его первой женой, королевой Чонсон, в династических гробницах в Донгурыне, королевской гробнице Воннына (원릉, 元陵), в городе Гури, провинция Кёнгидо.

## Семья

### Родители
- Отец — Ким Хангу́ (김한구, 金漢耉) (23 февраля 1723 г. — 5 ноября 1769 г.)
  - 1) Дедушка — Ким Сонгён (김선경, 金選慶)) (1699 — 19 сентября 1760)
    - 2) Прадед — Ким Дукван (김두광, 金斗光)
      - 3) Прапрадедушка — Ким Геджин (김계진, 金季珍)
        - 4) Прапрапрадедушка — Ким Хонок (김홍욱) (25 июня 1602 — 27 августа 1657)
          - 5) Прапрапрапрапрадед — Ким Чжок (김적, 金積)
            - 6) Прапрапрапрапрапрадед — Ким Хоюн (김호윤, 金好尹)

          - 5) Прапрапрапрабабушка — госпожа Чхве из клана Хвасун Чхве (화순 최씨)

        - 4) Прапрапрабабушка — госпожа О из клана Тонбок О (동복 오씨)

  - 1) Бабушка — госпожа Хун[уточнить] из клана Намъян Хон (증 정경부인 남양 홍씨, 贈 貞敬夫人 南陽 洪氏) (1704—1754)
- Дядя — Ким Ханги (김한기, 金漢耆) (1728—1792)
  - Тётя — госпожа Хан из клана Чхонджу Хан (청주 한씨)
- Дядя — Ким Ханно (김한로, 金漢老) (1746 -?)
- Мать — Внутренняя принцесса-консорт Вонпун из клана Вонджу Вон (원풍부부인 원주 원씨) (1722—1769)
  - 1) Дедушка − Вон Манджик (원명직, 元命稷) (1683—1725)
  - 1) Сводная бабушка — госпожа Ли из клана Токсу Ли (증 정부인 덕수 이씨, 贈 貞夫人 德水 李氏) (1682—1718)
  - 1) Бабушка — госпожа Сим из клана Чхонсон Сим (청송 심씨, 靑松 沈氏) (1696—1776); Вторая жена Вон Ман-джика

Братья и сёстры
- Старший брат — Ким Квиджу (김귀주, 金龜柱) (1740—1786)
  - Невестка — госпожа Ли из клана Токсу Ли (증 정부인 덕수 이씨, 贈 貞夫人 德水 李氏) (1741—1767)
    - Племянник — Ким Ночон (김노충, 金魯忠)

  - Невестка — госпожа Пак из клана Баннам Пак (반남 박씨, 潘南 朴氏); Вторая жена Ким Гвиджу
    - Племянник — Ким Носо (김노서, 金魯恕)
- Младший брат — Ким Инчжу (김인주, 金麟柱)
  - Невестка — госпожа Хон из клана Намъян Хон (남양 홍씨, 南陽 洪氏)

Супруг
- Муж — Ёнджо (조선 영조) (31 октября 1694 г. — 22 апреля 1776 г.) — без проблем.
  - Свёкор — Сукчон (숙종대왕) (7 октября 1661 — 12 июля 1720)
  - Свекровь — Королевская благородная супруга Сук из клана Хэджу Чхве (숙빈 최씨, 淑嬪 崔氏) (17 декабря 1670 — 9 апреля 1718)
    - Законная свекровь — королева Инвон из клана Кёнджу Ким (인원왕후 김씨, 仁元王后 金氏) (3 ноября 1687 — 13 мая 1757)

## В популярной культуре
- Сыграла Ким Ёнсон в телесериале MBC 1988—1989 годов «Мемуары госпожи Хегён».
- Сыграла Ким Джаок в сериале KBS1 1991 года «Королевский путь».
- Сыграла Ли Инхе в сериале MBC 1998 года «Королевская дорога».
- Сыграла Ким Ённан в сериале KBS2 2000 года «Роман: Увещевания по управлению людьми».
- Сыграла Ём Джиюн в сериале MBC 2001 года «Хон Гукъён».
- Сыграла Ким Аэри в сериале KBS 2007 года «Заговор в суде».
- Сыграла Ким Хиджон в сериале CGV 2007 года «Восемь дней, покушения на убийство короля Чонджо».
- Сыграла Ким Ёджин в сериале MBC 2007—2008 годов «Ли Сан, ветер дворца».
- Сыграла Юн Минджу в мюзикле «Король Чонджо» 2007 года.
- Сыграла Лим Джиын в сериале SBS 2008 года «Художник ветра».
- Сыграла Гым Данби в сериале SBS 2011 года «Воин Пэк Тонсу».
- Сыграла Ха Сынни в сериале SBS 2014 года «Тайна дверь».
- Сыграла Хан Джимин в фильме 2014 года «Роковая встреча».
- Сыграла Со Йеджи  в фильме 2015 года «Садо».
- Сыграла Чан Хиджин в сериале MBC 2021 года «Красная манжета[англ.]».